# Estación de Puertollano
Estación de Puertollano vasútállomás Spanyolországban, Puertollano településen. Része a spanyol nagysebességű vasúthálózatnak.

## Vasútvonalak
Az állomást az alábbi vasútvonalak érintik:
- Madrid–Sevilla nagysebességű vasútvonal
- Ciudad Real–Badajoz-vasútvonal

## Kapcsolódó állomások
A vasútállomáshoz az alábbi állomások vannak a legközelebb:
- Estación de Ciudad Real (Madrid-Puerta de Atocha-Almudena Grandes, Madrid–Sevilla nagysebességű vasútvonal)
- Estación de Villanueva de Córdoba-Los Pedroches (Estación de Sevilla-Santa Justa, Madrid–Sevilla nagysebességű vasútvonal)
- Madrid-Chamartín-Clara Campoamor